# Качанка
Качанка — река в России, протекает в Киреевском районе Тульской области. Правый приток Упёрты.

## География
Река Качанка берёт начало у посёлка Прогресс. Течёт на юг по открытой местности, протекает около Качан. Устье реки находится в 14 км по правому берегу реки Упёрта. Длина реки составляет 11 км. 

## Данные водного реестра
По данным государственного водного реестра России относится к Окскому бассейновому округу, водохозяйственный участок реки — Упа от истока и до устья, речной подбассейн реки — Бассейны притоков Оки до впадения Мокши. Речной бассейн реки — Ока.
По данным геоинформационной системы водохозяйственного районирования территории РФ, подготовленной Федеральным агентством водных ресурсов:
- Код водного объекта в государственном водном реестре — 09010100312110000018925
- Код по гидрологической изученности (ГИ) — 110001892
- Код бассейна — 09.01.01.003
- Номер тома по ГИ — 10
- Выпуск по ГИ — 0